# Segunda Categoría de Imbabura 2021
El Campeonato Provincial de Fútbol de Segunda Categoría de Imbabura 2021 fue un torneo de fútbol en Ecuador en el cual compitieron equipos de la provincia de Imbabura. El torneo fue organizado por la Asociación de Fútbol Profesional de Imbabura (AFI) y avalado por la Federación Ecuatoriana de Fútbol. El torneo empezó el 26 de junio y finalizó el 7 de agosto. Participaron 7 clubes de fútbol y entregó tres cupos a los play-offs del Ascenso Nacional 2021 por el ascenso a la Serie B, además el campeón provincial clasificó a la primera fase de la Copa Ecuador 2022.

## Sistema de campeonato
El sistema determinado por la Asociación de Fútbol Profesional de Imbabura fue el siguiente:
- Se jugó una etapa única con los 7 equipos establecidos, fue todos contra todos solo partidos de ida (7 fechas), al final los equipos que terminaron en primer, segundo y tercer lugar clasificaron a los treintaidosavos de final del Ascenso Nacional 2021 como campeón, subcampeón y tercer puesto del campeonato provincial respectivamente, además el campeón clasificó a la primera fase de la Copa Ecuador 2022. La única sede del torneo fue el estadio Olímpico de la ciudad de Ibarra.

## Equipos participantes
| Equipos participantes               | Equipos participantes | Equipos participantes        |
| ----------------------------------- | --------------------- | ---------------------------- |
|                                     |                       |                              |
| Equipo                              | Ciudad                | Estadio                      |
| Club Deportivo Ibarra               | Ibarra                | Estadio Olímpico de Ibarra   |
| Imbabura Sporting Club              | Ibarra                | Estadio Olímpico de Ibarra   |
| La Cantera Fútbol Club              | Ibarra                | Estadio Olímpico de Ibarra   |
| Otavalo Fútbol Club                 | Otavalo               | Estadio Municipal de Otavalo |
| Club Deportivo Leones del Norte     | Atuntaqui             | Estadio Olímpico Jaime Terán |
| Santa Fe Sporting Club              | Ibarra                | Estadio Olímpico de Ibarra   |
| Club Deportivo Independiente Ibarra | Ibarra                | Estadio Olímpico de Ibarra   |

## Equipos por cantón
| Cantón                                                  | N.º | Equipos                                                                                  |
| ------------------------------------------------------- | --- | ---------------------------------------------------------------------------------------- |
| [[Archivo:\|20x20px\|border\|Bandera de Ibarra]] Ibarra | 5   | - Deportivo Ibarra - La Cantera - Imbabura S. C. - Santa Fe S. C. - Independiente Ibarra |
| Otavalo                                                 | 1   | - Otavalo F. C.                                                                          |
| Antonio Ante                                            | 1   | - Leones del Norte                                                                       |

## Clasificación
| Pos. | Equipo               | Pts. | PJ | G | E | P | GF | GC | Dif. |  |
| ---- | -------------------- | ---- | -- | - | - | - | -- | -- | ---- |  |
| 1    | Leones del Norte     | 15   | 6  | 5 | 0 | 1 | 12 | 4  | +8   |  |
| 2    | Santa Fe             | 13   | 6  | 4 | 1 | 1 | 8  | 4  | +4   |  |
| 3    | Imbabura S. C.       | 11   | 6  | 3 | 2 | 1 | 18 | 5  | +13  |  |
| 4    | Otavalo F. C.        | 7    | 6  | 3 | 1 | 2 | 10 | 11 | −1   |  |
| 5    | La Cantera           | 6    | 6  | 2 | 0 | 4 | 5  | 8  | −3   |  |
| 6    | Deportivo Ibarra     | 5    | 6  | 1 | 2 | 3 | 10 | 11 | −1   |  |
| 7    | Independiente Ibarra | 0    | 6  | 0 | 0 | 6 | 0  | 21 | −21  |  |

 Fuente: Plur Deportes
Criterios de clasificación: 1) Puntos; 2) Diferencia de goles; 3) Goles marcados
Notas:
1. ↑  Santa Fe Sporting Club fue sancionado con la reducción de 3 puntos.
2. ↑  Otavalo Fútbol Club fue sancionado con la reducción de 3 puntos.

|  | Campeón. Clasificado a los play-offs de Segunda Categoría 2021.    |
|  | Subcampeón. Clasificado a los play-offs de Segunda Categoría 2021. |
|  | Clasificado a los play-offs de Segunda Categoría 2021.             |

## Evolución de la clasificación
| Equipo / Jornada     | 01 | 02 | 03 | 04 | 05 | 06 | 07 |
| -------------------- | -- | -- | -- | -- | -- | -- | -- |
| Leones del Norte     | 1  | 4  | 3  | 2  | 2  | 1  | 1  |
| Santa Fe             | 3  | 1  | 1  | 1  | 1  | 2  | 2  |
| Imbabura S. C.       | 4  | 2  | 2  | 3  | 3  | 3  | 3  |
| Otavalo F. C.        | 2  | 5  | 5  | 5  | 5  | 6  | 4  |
| La Cantera           | 7  | 6  | 6  | 6  | 6  | 4  | 5  |
| Deportivo Ibarra     | 5  | 3  | 4  | 4  | 4  | 5  | 6  |
| Independiente Ibarra | 6  | 7  | 7  | 7  | 7  | 7  | 7  |

## Resultados
- Los horarios corresponden al huso horario de Ecuador: (UTC-5).

### Partidos
| Leones del Norte | 1 - 0          | La Cantera           | Olímpico de Ibarra | 26 de junio    | 09:30          |
| Otavalo F. C.    | 1 - 0          | Independiente Ibarra | Olímpico de Ibarra | 26 de junio    | 12:15          |
| Santa Fe         | 1 - 0          | Deportivo Ibarra     | Olímpico de Ibarra | 26 de junio    | 15:15          |
| Libre:           | Imbabura S. C. | Imbabura S. C.       | Imbabura S. C.     | Imbabura S. C. | Imbabura S. C. |

| La Cantera           | 1 - 2            | Imbabura S. C.   | Olímpico de Ibarra | 3 de julio       | 15:00            |
| Santa Fe             | 0 - 3            | Otavalo F. C.    | Olímpico de Ibarra | 4 de julio       | 09:00            |
| Independiente Ibarra | 0 - 2            | Deportivo Ibarra | Olímpico de Ibarra | 4 de julio       | 12:30            |
| Libre:               | Leones del Norte | Leones del Norte | Leones del Norte   | Leones del Norte | Leones del Norte |

| Otavalo F. C.        | 0 - 3      | Imbabura S. C.   | Olímpico de Ibarra | 10 de julio | 09:00      |
| Deportivo Ibarra     | 2 - 3      | Leones del Norte | Olímpico de Ibarra | 10 de julio | 12:30      |
| Independiente Ibarra | 0 - 3      | Santa Fe         | Olímpico de Ibarra | 11 de julio | 09:00      |
| Libre:               | La Cantera | La Cantera       | La Cantera         | La Cantera  | La Cantera |

| Imbabura S. C.   | 2 - 2         | Deportivo Ibarra     | Olímpico de Ibarra | 17 de julio   | 09:00         |
| La Cantera       | 0 - 2         | Santa Fe             | Olímpico de Ibarra | 18 de julio   | 09:00         |
| Leones del Norte | 4 - 0         | Independiente Ibarra | Olímpico de Ibarra | 18 de julio   | 12:30         |
| Libre:           | Otavalo F. C. | Otavalo F. C.        | Otavalo F. C.      | Otavalo F. C. | Otavalo F. C. |

| Deportivo Ibarra | 1 - 2                | La Cantera           | Olímpico de Ibarra   | 24 de julio          | 09:00                |
| Santa Fe         | 1 - 1                | Imbabura S. C.       | Olímpico de Ibarra   | 24 de julio          | 12:30                |
| Otavalo F. C.    | 1 - 3                | Leones del Norte     | Olímpico de Ibarra   | 25 de julio          | 09:00                |
| Libre:           | Independiente Ibarra | Independiente Ibarra | Independiente Ibarra | Independiente Ibarra | Independiente Ibarra |

| Imbabura S. C.       | 0 - 1    | Leones del Norte | Olímpico de Ibarra | 31 de julio | 09:00    |
| Independiente Ibarra | 0 - 1    | La Cantera       | Olímpico de Ibarra | 31 de julio | 12:30    |
| Deportivo Ibarra     | 3 - 3    | Otavalo F. C.    | Olímpico de Ibarra | 31 de julio | 16:00    |
| Libre:               | Santa Fe | Santa Fe         | Santa Fe           | Santa Fe    | Santa Fe |

| Leones del Norte | 0 - 1            | Santa Fe             | Olímpico de Ibarra | 7 de agosto      | 09:00            |
| Imbabura S. C.   | 10 - 0           | Independiente Ibarra | Olímpico de Ibarra | 7 de agosto      | 12:30            |
| La Cantera       | 1 - 2            | Otavalo F. C.        | Olímpico de Ibarra | 7 de agosto      | 16:00            |
| Libre:           | Deportivo Ibarra | Deportivo Ibarra     | Deportivo Ibarra   | Deportivo Ibarra | Deportivo Ibarra |

### Tabla de resultados cruzados
| Local \ Visitante    | CAN | DIB | ISC | LNO | OTA | SFE | IND  |
| -------------------- | --- | --- | --- | --- | --- | --- | ---- |
| La Cantera           | —   | —   | 1–2 | —   | 1–2 | 0–2 | —    |
| Deportivo Ibarra     | 1–2 | —   | —   | 2–3 | 3–3 | —   | —    |
| Imbabura S. C.       | —   | 2–2 | —   | 0–1 | —   | —   | 10–0 |
| Leones del Norte     | 1–0 | —   | —   | —   | —   | 0–1 | 4–0  |
| Otavalo F. C.        | —   | —   | 0–3 | 1–3 | —   | —   | 1–0  |
| Santa Fe             | —   | 1–0 | 1–1 | —   | 0–3 | —   | —    |
| Independiente Ibarra | 0–1 | 0–2 | —   | —   | —   | 0–3 | —    |

### Campeón
| |
| Club Leones del Norte 2.° título Clasificado a los play-offs de la Segunda Categoría 2021 y a la Copa Ecuador 2022. |
| También clasificó Santa Fe Sporting Club como subcampeón y el Imbabura Sporting Club como tercer puesto.            |

## Goleadores
| Pos. | Jugador          | Equipo           | Goles |
| ---- | ---------------- | ---------------- | ----- |
| 1    | Darwin Rodríguez | Leones del Norte | 5     |
| 2    | Richart Ortiz    | Imbabura S. C.   | 4     |
| 3    | Danny Burbano    | Deportivo Ibarra | 3     |
| 4    | Leonar Espinoza  | Imbabura S. C.   | 3     |
| 5    | Jean Pierre Lugo | Otavalo F. C.    | 3     |